# Allium rupestre
Allium rupestre är en amaryllisväxtart som beskrevs av Christian von Steven. Allium rupestre ingår i släktet lökar, och familjen amaryllisväxter. Inga underarter finns listade i Catalogue of Life.